# Leo Blindeman
Léon (Leo) Blindeman (Lokeren, 15 december 1921 – Essen, 27 juni 1994) was een Belgisch politicus, laatste burgemeester van Sint-Pauwels en huisarts.
Leo Blindeman werd geboren als vierde kind van Clement Blindeman en Bertha Schrijvers en groeide op in het gezin met vijf kinderen. Hij bracht zijn jeugdjaren door  in Lokeren, volgde de Grieks-Latijnse humaniora in het Sint-Jozef-Klein-Seminarie te Sint-Niklaas waar hij in 1939 afstudeerde. Daarna studeerde hij vanaf het academiejaar 1939-1940 aan de Rijksuniversiteit Gent en studeerde daar af als doctor in de geneeskunde.
Van september 1946 tot november 1960 was dr. Blindeman als geneesheer in actieve dienst in het Belgische leger. Tijdens die periode werkte hij onder andere enkele jaren in het bezette Duitsland. Later vestigde hij zich te Sint-Pauwels, te Stekene en opnieuw te Sint-Pauwels als huisarts.
Sinds 1965 zetelde hij in de gemeenteraad als schepen. Op 6 maart 1971 werd hij burgemeester van Sint-Pauwels tot en met 31 december 1976. Wegens de fusie met Sint-Gillis-Waas die op 1 januari 1977 in werking trad, was hij dus de laatste burgemeester van Sint-Pauwels.
Hij huwde in 1945 met Margeret Josephine De Meester. Zij hadden samen vijf kinderen.